# Elio Pandolfi
Elio Pandolfi (Roma, 17 giugno 1926 – Roma, 11 ottobre 2021) è stato un attore e doppiatore italiano.

## Biografia
Nacque a Roma da una famiglia numerosa, terzo dei quattro figli di Saturno Pandolfi, custode dell'Istituto Tecnico Commerciale "Vincenzo Gioberti" situato nel Palazzo Sora, dove abitò con la famiglia fino al 1954, e di Maria Queroli. Aveva un fratello di nome Piero e due sorelle, Maria Luisa, deceduta nel 1943 a 23 anni, e Lucilla. Diplomatosi all'Accademia d'arte drammatica "Silvio d'Amico", debuttò a Venezia nel 1948 come mimo-ballerino in Les malheurs d'Orphée di Milhaud. Nello stesso anno entrò con Orazio Costa al Piccolo Teatro di Roma. Alla radio approdò nel 1949 scritturato da Nino Meloni per la compagnia del teatro comico musicale di Roma.

Nella Compagnia del Teatro comico musicale di Roma (1952): in piedi (da sinistra) Nino Manfredi, Renato Turi, Elio Pandolfi, Silvio Noto, Clely Fiamma, Italo Carelli, Carlo Giuffré, seduti Deddy Savagnone, Wanda Tettoni, Silvio Gigli, Antonella Steni e Giusi Raspani Dandolo

Dalla fine degli anni '40 Pandolfi partecipò a trasmissioni di rivista quali La Bisarca di Garinei e Giovannini (1949-51) a Briscola di Puntoni e Verde (1949-51), dal Giringiro (1951) a Caccia al tesoro (1952-54) di Garinei e Giovannini, da La canasta di Fiorentini a Rosso e nero, con Corrado (1951-57) e Campo de' Fiori, diretto da Giovanni Gigliozzi (1955). Luchino Visconti lo scelse per interpretare il ruolo del cantante castrato nello spettacolo L'impresario delle Smirne, con Rina Morelli e Paolo Stoppa, che debuttò al Teatro La Fenice il 1º agosto 1957 (fu portato anche a Parigi e a Zurigo).
Nel 1954 debuttò come cantante nell'operetta di Alfredo Cuscinà La barca dei comici, per poi dedicarsi all'attività teatrale con Wanda Osiris, Carlo Dapporto, Lauretta Masiero, Febo Conti e Antonella Steni. Negli anni '60 prese parte con Dino Verde a numerose trasmissioni radiofoniche di varietà, fra cui Urgentissimo, Scanzonatissimo, con Antonella Steni e Alighiero Noschese, I discoli per l'estate (1974-75) e 20.30 Express, insieme alla Steni.
Come doppiatore Pandolfi prestò la voce a numerosi attori, fra cui Donald Pleasence, Philippe Noiret, Joel Grey in Cabaret (1972), Christopher Lloyd ne La famiglia Addams (1991) e La famiglia Addams 2 (1993), nonché Groucho Marx e Spencer Tracy in alcuni ridoppiaggi o doppiaggi tardivi. Abile nelle imitazioni e nella riproduzione dei suoni di altre lingue, doppiò perfino la collega Rina Morelli ne Gli zitelloni ma, in seguito ad alcune polemiche interne all'ambiente sull'opportunità che la capocomica venisse doppiata da un uomo, la sua prestazione vocale venne rimossa quasi del tutto in favore di un ridoppiaggio a opera dell'attrice stessa, tuttavia la voce di Pandolfi sarebbe tuttora udibile in una scena recitata assieme a Vittorio De Sica. In alcuni ridoppiaggi diede inoltre la voce a Stanlio della coppia Laurel & Hardy, assieme a Pino Locchi che impersonava Ollio. Negli anni '60 e '70 diede la voce anche a Paperino e Daffy Duck e, sempre nel campo dell'animazione, doppiò poi il personaggio di Le Tont nel disneyano La bella e la bestia (1991).

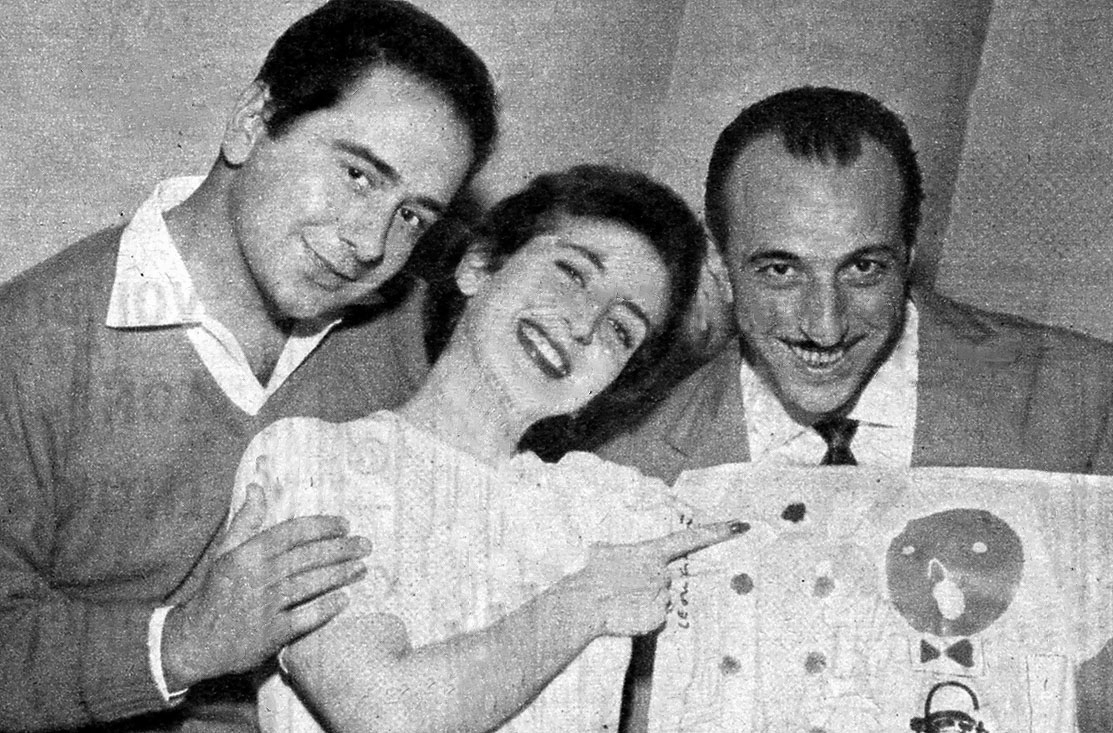
Elio Pandolfi, Antonella Steni e Renato Turi nel programma Le voci della fortuna Radio Rai 1957

Per Carosello prestò la voce a una serie di personaggi animati, soprattutto della Paul Film di Paul Campani. In particolare era la voce di Toto del duo Toto e Tata insieme all'amica Isa Di Marzio. Negli anni '70, tra gli impegni teatrali (Alleluja brava gente di Garinei e Giovannini, 1970; Le femmine Puntigliose Goldoni, diretto da Giuseppe Patroni Griffi, 1977; Il vizietto di Jean Poiret, diretto da Luciano Salce, 1979) e televisivi (vari spettacoli e romanzi sceneggiati), continuò a partecipare ad alcune trasmissioni radiofoniche come Il fischiatutto (1971) e Lei non sa chi sono io! (1972).
Dalla metà degli anni '70 ai primi anni 2000 collabora col Teatro Verdi di Trieste interpretando soprattutto operette: è il conte Boni Cancianu in La principessa della Czarda (1972), con Adriana Innocenti, Leopoldo Branmayer in Al cavallino bianco (1974), con Sergio Tedesco e Sandro Massimini, nel 1979 Pancrazio XIV in La duchessa di Chicago, ancora con Massimini, per la regia di Gino Landi, nel 1988 Njegus in La vedova allegra, con Daniela Mazzucato, Roberto Frontali e Luciana Serra, nel 1993 Gioacchino XIII Principe di Flausenthurn in Sogno di un valzer di Oscar Straus, con José Cura, per la regia di Massimo Scaglione e nel 2002 Toby Gutter in Scugnizza, con Gennaro Cannavacciuolo.

Elio Pandolfi, Pietro De Vico e Raffaele Pisu in una trasmissione di Radio Rai nel 1954

Al Teatro La Fenice di Venezia nel 1988 interpretò Njegus in La vedova allegra, con Raina Kabaivanska, per la regia di Mauro Bolognini, replicato nel 1990 al Teatro dell'Opera di Roma.
Tra la fine degli anni ottanta e il decennio successivo, è tornato alla radio, soprattutto come lettore, in trasmissioni come Mi racconti una fiaba? (1987-1991), Impara l'arte e Il Signor Bonalettura, questi due ultimi programmi condotti da Luciano Rispoli.
Attore fra i più affezionati al mezzo, Pandolfi continua a frequentare i microfoni della radio, partecipando da diversi anni al programma di Rai Radio 3 Hollywood Party e conducendo dal 2002 Di tanti palpiti.
Lavorò anche per il cinema e per la televisione, partecipando a varietà e sceneggiati come Fuori programma, con Raffaele Pisu, (1955), Orgoglio e pregiudizio, diretto da Daniele D'Anza (1957), Za-bum, diretto da Mario Mattoli (1964) e La domenica è un'altra cosa (1969).
Nel 2011 ricevette il Premio "Ermete Novelli".
Nel 2012 tornò in scena a Roma con lo spettacolo Letterine per Silvia e altri sogni, scritto e diretto da Paolo Silvestrini. Nel 2016 fu premiato alla Casa del Cinema di Roma con il Nastro d'argento alla carriera per il documentario a lui stesso dedicato dal titolo A qualcuno piacerà, diretto da Caterina Taricano e Claudio De Pasqualis. La stessa Taricano dedicò a Pandolfi una monografia, "Elio Pandolfi che spettacolo", uscita nel 2017 per Gremese editore.
È morto a Roma l'11 ottobre 2021, all'età di 95 anni. Per sua volontà non ci sono stati funerali.

## Filmografia

### Cinema

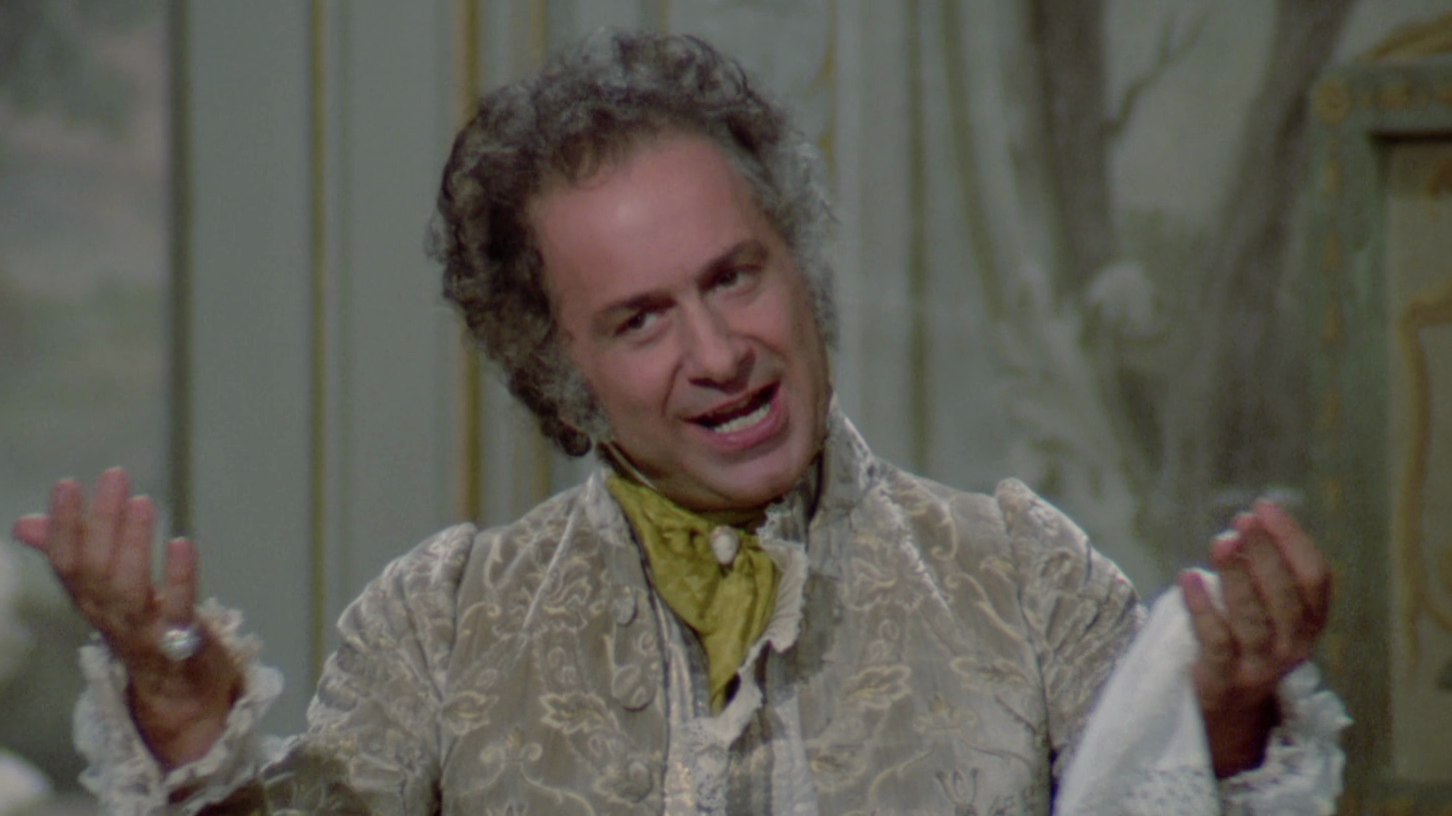
Elio Pandolfi in una scena di Rugantino (1973)

- Altri tempi - Zibaldone n. 1, regia di Alessandro Blasetti, episodio Pot-pourri di canzoni (1952)
- Perdonami!, regia di Mario Costa (1953)
- Totò lascia o raddoppia?, regia di Camillo Mastrocinque (1956)
- Il figlio del corsaro rosso, regia di Primo Zeglio (1959)
- La cento chilometri, regia di Giulio Petroni (1959)
- Noi duri, regia di Camillo Mastrocinque (1960)
- Il magnifico avventuriero, regia di Riccardo Freda (1963)
- Obiettivo ragazze, regia di Mario Mattoli (1963)
- Scanzonatissimo, regia di Dino Verde (1963)
- Io, io, io... e gli altri, regia di Alessandro Blasetti (1966)
- Per qualche dollaro in meno, regia di Mario Mattoli (1966)
- Addio mamma, regia di Irving Jacobs (1967)
- La più bella coppia del mondo, regia di Camillo Mastrocinque (1968)
- Il sole è di tutti, regia di Domenico Paolella (1968)
- Amore Formula 2, regia di Mario Amendola (1970)
- Quando gli uomini armarono la clava e... con le donne fecero din don, regia di Bruno Corbucci (1971)
- Rugantino, regia di Pasquale Festa Campanile (1973)
- Buona parte di Paolina, regia di Nello Rossati (1973)
- Orazi e Curiazi 3 - 2, regia di Giorgio Mariuzzo (1977)
- Priest of Love, regia di Christopher Miles (1981)
- Un uomo di razza, regia di Bruno Rasia (1989)
- Ferdinando e Carolina, regia di Lina Wertmüller (1999)
- Peperoni ripieni e pesci in faccia, regia di Lina Wertmüller (2004)
- Il maestro di lingue, regia di Diego Piccioni (2009)
- Metti una notte, regia di Cosimo Messeri (2017)

### Televisione
- Orgoglio e pregiudizio, regia di Daniele D'Anza, – miniserie TV, trasmessa il 21 settembre 1957
- Il triangolo rosso - serie TV (1967-1969)
- Investigatori d'Italia – serie TV (1987)
- Elisa di Rivombrosa – serie TV, trasmessa dal 17 dicembre 2003 al 23 febbraio 2004

#### Prosa televisiva Rai
- Sera d'inverno, commedia di Sigfrido Geyer, regia di Claudio Fino, Teleteatro, trasmessa il 13 dicembre 1953
- Non ti conosco più di Aldo De Benedetti, regia di Claudio Fino, Teleteatro, trasmessa il 22 gennaio 1954
- L'impazienza del capitano Tic, commedia di Eugène Labiche, regia di Silverio Blasi, Teleteatro, trasmessa il 26 agosto 1955
- La bisbetica domata di William Shakespeare, regia di Daniele D'Anza, trasmessa il 3 ottobre 1958
- Il borghese gentiluomo di Molière, regia di Giacomo Vaccari, trasmessa il 16 luglio 1959
- Il furfantello dell'Ovest di John Millington Synge, regia di Anton Giulio Majano, trasmesso il 23 febbraio 1962
- L'alba, il giorno e la notte di Dario Niccodemi, regia teatrale di Luciano Mondolfo, regia televisiva di Lino Procacci, trasmessa il 6 gennaio 1968
- Enrico IV di Luigi Pirandello, regia di Marco Bellocchio, trasmessa il 4 novembre 1991.[9]

## Programmi televisivi
- Facciamo la spia di Lydia C. Ripandelli, trasmessa il 16 ottobre 1953.
- Fuori programma, presentano Elio Pandolfi e Raffaele Pisu, con il complesso di Bruno Quirinetta, trasmesso le domeniche nel 1955.
- Le canzoni di tutti di Maccari, Salce e Scola, regia di Mario Landi, trasmesso dal 15 gennaio al 26 febbraio 1958.
- La domenica è un'altra cosa, varietà (1969).

## Radio Rai
- La serenata al vento di Carlo Veneziani, regia di Silvio Gigli, trasmessa il 10 aprile 1950.
- Gli errori di Giosuè di Ugo Ronfani, regia di Alberto Casella, trasmessa il 16 novembre 1951.
- Sotto il parapioggia, varietà di Dino Verde e Puntoni, regia di Riccardo Mantoni, in onda nel 1951-1952.
- Milleruote, quotidiano umoristico al seguito del Giro d'Italia, di Faele e Mario, con Clely Fiamma, Elio Pandolfi, Gilberto Mazzi, regia di Silvio Gigli, maggio 1952.
- Urgentissimo, varietà della domenica di Dino Verde con Renato Turi, Wanda Tettoni, Antonella Steni 1956
- Don Chisciotte di Cervantes, regia di Nino Meloni, trasmessa il 10 gennaio 1957.
- L'arte di morire, commedia di Achille Campanile, regia di Nino Meloni, trasmessa il 22 luglio 1957.
- L'opera dei mendicanti di John Gay, regia di Nino Meloni, trasmessa il 20 maggio 1958.
- Fuente Ovejuna di Lope de Vega, regia di Anton Giulio Majano, trasmessa il 3 aprile 1959.
- Musse o la scuola dell'ipocrisia, commedia di Jules Romains, regia di Luciano Mondolfo, trasmessa il 8 febbraio 1961.
- Cappello a cilindro, varietà di Antonio Amurri, 1962.
- Venti e trenta express, varietà di Faele e Verde, regia di Silvio Gigli, 1962.
- Le belle sabine di Leonid Andreev, regia di Marco Visconti, trasmessa il 12 giugno 1963.
- I discoli per l'estate, varietà di Dino Verde, regia di Arturo Zanini, 1975.

## Teatro
- Le Maleheur d'Orphée (1948), di Milhaud
- Festival (1955), rivista di Age, Scarpelli, Verde, e Vergani, con Wanda Osiris
- Carlo non farlo (1956), commedia musicale di Garinei e Giovannini, con Carlo Dapporto e Lauretta Masiero
- L’impresario di Smirne (1957), di Carlo Goldoni, diretto da Luchino Visconti, con Paolo Stoppa, Rina Morelli e Ilaria Occhini, nel ruolo di Carluccio
- Scanzonatissimo (1963-66), commedia musicale di Dino Verde, con Alighiero Noschese e Antonella Steni
- Alleluia brava gente (1969-70), commedia musicale di Garinei e Giovannini, con Renato Rascel e Gigi Proietti
- Parigi-Bonjour la France (1971), con Rita Pavone, Teddy Reno, i Brutos
- Il vizietto (1979), di Luciano Salce
- Accendiamo la lampada (1980), commedia musicale di Garinei e Giovannini, con Johnny Dorelli, Gloria Guida e Paolo Panelli
- La vedova allegra (dal 1985), operetta di Franz Lehar, regia di Mauro Bolognini, nel ruolo di Njegus
- I racconti di Hoffman (1985), operetta di Offenbach, regia di Hugo De Ana, nel ruolo di Spallanzani
- L'impresario (2006), di W.A. Mozart, a Perugia

## Doppiaggio

### Cinema
- Warner Oland ne La crociera del delitto, Il cammello nero, Il nemico invisibile, L'uomo dai due volti, Il segreto delle piramidi, L'artiglio giallo, L'ora che uccide, Il terrore del circo, La freccia avvelenata, Il pugnale scomparso, Charlie Chan alle Olimpiadi, Mezzanotte a Broadway, La valigia dei venti milioni
- Donald Pleasence ne Il pifferaio di Hamelin, Il tesoro dello Yankee Zephyr, I predatori dell'anno Omega, Nosferatu a Venezia, Casablanca Express, Dien Bien Phu
- Spencer Tracy in Furia, Gli uomini della città dei ragazzi, L'esploratore scomparso, 20.000 anni a Sing Sing, La donna del giorno
- Philippe Noiret in Colpo di spugna, Fort Saganne, Volto segreto, Le massaggiatrici
- Jacques Dufilho in Un ufficiale non si arrende mai, nemmeno di fronte all'evidenza. Firmato Colonnello Buttiglione, Il colonnello Buttiglione diventa generale, Buttiglione diventa capo del servizio segreto
- Mickey Rooney ne L'arcidiavolo, Bill, Un detective in paradiso, Una notte al museo
- Sacha Guitry in Tu mi hai salvato la vita, Versailles, Il diavolo zoppo
- Michel Serrault ne I quarantesimi ruggenti, Una rondine fa primavera, Il vizietto dell'onorevole
- Robert Morley ne L'avventuriero della Malesia, Fuori l'autore, Giallo in casa Muppet
- Stan Laurel ne Gli allegri eroi (Ed. 1957), La bomba comica
- Louis de Funès ne I tre affari del signor Duval, I fortunati
- Ned Beatty in Quarto protocollo, A scuola con papà
- Joel Grey in Cabaret, Delitti e segreti
- Charles Laughton ne La taverna della Giamaica, Il maggiordomo
- Christopher Lloyd ne La famiglia Addams, La famiglia Addams 2
- Peter Sellers ne La verità... quasi nuda, Il grande McGonagall
- Clifton Webb ne Il grattacielo tragico, Dodici lo chiamano papà
- Norman Wisdom in Si spogli infermiera, Norman astuto poliziotto
- Groucho Marx ne I fratelli Marx al college, Una notte all'opera (Ed. 1980)
- Frazier Rippy e Neil Robinson in 8½
- Renato Cecilia e Peter Landers ne I racconti di Viterbury - Le più allegre storie del '300
- Ugo Fangareggi e Giovanni Caputo in Operazione San Gennaro
- Frank Tickle in Anna Karenina
- Ian Holm ne Il mistero di Wetherby
- Sidney Toler in Charlie Chan e i morti che parlano
- Billy House in Manicomio
- Carlo Campanini in Al diavolo la celebrità
- Oreste Lionello ne Il profeta
- Aydın Babaoğlu ne La meravigliosa favola di Biancaneve
- Peter Berling in Tex e il signore degli abissi
- Anthony Hopkins ne Il gobbo di Notre Dame
- Anthony Andrews ne La primula rossa
- Anthony Perkins in China Blue
- Anthony Quayle in Enrico IV
- Bela Lugosi in Dracula
- Bert Lahr ne Il mago di Oz (ed. 1986)
- Peter Jeffrey ne Le avventure del barone di Munchausen
- Keye Luke in Alice (1990)
- Trevor Peacock in Amleto
- Geoffrey Bateman in Off Key - Tre Tenori
- Walter Brennan ne La vita di Vernon e Irene Castle
- Jean-Claude Brialy ne Il mostro
- Eric Blore in Cerco il mio amore
- Jim Broadbent in Riccardo III
- Gerrit Graham in C.H.U.D. II: Bud the Chud, Ciao America!
- Kenneth Mars in Barbagialla, il terrore dei sette mari e mezzo
- Oleg Pavlovič Tabakov in Tre piccoli omicidi
- Coluche in Un commissario al di sotto di ogni sospetto
- Mario Marenco in Von Buttiglione Sturmtruppenführer
- Marty Feldman in Frate Ambrogio
- John Gielgud ne Il fantasma di Canterville
- Richard Griffiths in Stage Beauty
- Edmund Gwenn ne Il miracolo della 34ª strada
- Gottfried John in Asterix & Obelix contro Cesare
- Nathan Lane in Nicholas Nickleby
- Peter Lorre ne Il mistero del falco
- Aldo Maccione in Travaux - Lavori in casa
- Steve Martin ne I tre amigos!
- Derek McGrath in Freaked - Sgorbi
- Tomas Milian ne L'attico
- Pierre Mondy ne Il regalo
- Paul Müller ne Il conquistatore d'Oriente
- David Niven in Una ragazza, un maggiordomo e una lady
- Donald O'Connor in Cantando sotto la pioggia (brano Ma che fa)
- Timothy Spall in Il tè nel deserto
- Red Skelton in Ziegfeld Follies
- Peter Ustinov in Il mistero del dinosauro scomparso
- Peter Whitford in Ballroom - Gara di ballo
- Donald Hodson in Sono un fenomeno paranormale
- Armin Mueller-Stahl in Utz
- Divine (Harris Glenn Milstead) in Polyester
- Danny Kaye in Diritto di difesa
- Richard Mulligan ne Il fantastico mondo dei giocattoli
- Michael Elphich in Sterline, svastiche e spie
- Emrys James in Sei delitti per padre Brown
- Mimmo Poli in Il mio amico Jekyll
- Nancy Walker in Il paradiso non può più aspettare
- John Leguizamo in Spawn
- Donald Moffat in Popeye - Braccio di Ferro
- Dom DeLuise in Luna di miele stregata
- George Rose in I pirati di Penzance
- Gene Wilder in Il rinoceronte
- Ronald Lacey in L'amore e il sangue
- Frederick Valk in Incubi notturni
- Maggie Steed in Pudsey - Un ciclone a 4 zampe
- Wojciech Pszoniak in Dottor Korczak
- Benny Hill in Bravo Benny!
- Ricky Jay ne Il colpo

### Televisione
- Michael J. Pollard ne L'Odissea
- Tom Bosley ne La signora in giallo (4ª stagione parziale)
- Sorrell Booke e voce narrante in Hazzard
- Bob Newhart in Bob
- John Fiedler ne I mostri (2° voce)
- Pat Morita in Shelby Woo, indagini al computer
- Albert Hague in Saranno famosi (2ª e 3ª stagione)
- Dick Powell ne I racconti del West
- Marvin Kaplan in Un catastrofico successo

### Film d'animazione
- Vecchio Maggiore ne La fattoria degli animali
- Zar in Ivan e il pony magico e I cigni selvatici
- Pedro in Lilli e il vagabondo (primo doppiaggio, 1955)
- Toto in Toto e Tata
- Mildew in Al lupo... al lupo
- Smeagol ne Il Signore degli Anelli
- Prof. Krassen in Ecco il film dei Muppet (ridoppiaggio 1994)
- Paperino ne Le Avventure Di Caccia Del Prof. De Paperis
- Ocarina ne Le disavventure di Paperino
- Sig. Fettuccini ne Gli orsetti del cuore - Il film
- Beltorax in Asterix e la pozione magica
- Sig. Goldbrick in I pronipoti incontrano gli antenati
- Braccobaldo Bau ne Il buono, il cattivo e Braccobaldo
- Le Tont ne La bella e la bestia
- Dottor Guanciamela in Tom & Jerry - Il film
- Voce Narrante in Principi e principesse, Piccole storie
- Merope in Yo-Rhad - Un amico dallo spazio
- Avv. Tarantinellis, Commissario, Portiere, Prof. La Merz, Guardia spagnola e Ufficiale inglese in Tormenti - Film disegnato

### Serie animate
- Vari personaggi ne Gli antenati, Arriva Yoghi e Fiabe da terre lontane
- Daffy Duck in Merrie Melodies (anni '60)
- Fratelli Slag in Wacky Races
- Hilton (2ª voce) e Dott. Bunsen Honeydew (2ª voce) in Muppet Show
- 7-ZARK-7 in Gatchaman
- L'intermezzo in Muteking
- Bill in Boule e Bill (seconda edizione)
- Grande Puffo ne I Puffi (1° voce)
- Boss Hogg in Hazzard
- Sherlock Holmes ne Il fiuto di Sherlock Holmes
- Re in Albert il quinto moschettiere
- Ernie in Avventure lungo il fiume
- Re Otto di Borovia ne The Big Knights
- Voce narrante in Mundialito

## Discografia parziale

### Album
- 1963 - Barzellette/Le malattie di Arabella (con Sandra Mondaini)
- 1967 - Arabella e Filiberto (con Sandra Mondaini)

### Singoli
- 1962 - Toto e Tata sulla Luna/La Principessa Sul Pisello (con Isa Di Marzio)
- 1962 - Toto e Tata fra i cannibali/Toto e Tata, la lepre e la tartaruga (con Isa Di Marzio)
- 1963 - Toto e Tata nel Far West (con Isa Di Marzio)
- 1963 - Toto, Tata e La Festa Della Mamma (con Isa Di Marzio)
- 1964 - Toto e Tata e l'uovo di Pasqua (con Isa Di Marzio)
- Toto e Tata corsari/Toto e Tata, l’asino e la pelle di leone (con Isa Di Marzio)
- 1965 - Toto e Tata toreri
- 1967 - Arabella e Filiberto (con Sandra Mondaini)
- 1967 - Il gelato/Barzellette (con Sandra Mondaini)

## Direzione di doppiaggio
- Tampopo
- Hazzard
- Gatchaman